# Pseuderanthemum selangorense
Pseuderanthemum selangorense är en akantusväxtart som först beskrevs av Charles Baron Clarke, och fick sitt nu gällande namn av Henry Nicholas Ridley. Pseuderanthemum selangorense ingår i släktet Pseuderanthemum och familjen akantusväxter. Inga underarter finns listade i Catalogue of Life.